# 73872 Stefanoragazzi
73872 Stefanoragazzi este o planetă minoră (asteroid) din centura de asteroizi. A fost descoperită pe 7 ianuarie 1997 la osservatorio Colleverde di Guidonia⁠(d) de Vincenzo Silvano Casulli⁠(d). 
Obiectul prezintă o orbită caracterizată de o semiaxă mare de 2,3457963878198 UAi, o excentricitate de 0,14, o înclinație de 10,3 ° în raport cu ecliptica.